# Eurhopalothrix australis
Eurhopalothrix australis är en myrart som beskrevs av Brown och Kempf 1960. Eurhopalothrix australis ingår i släktet Eurhopalothrix och familjen myror. Inga underarter finns listade i Catalogue of Life.

## Bildgalleri

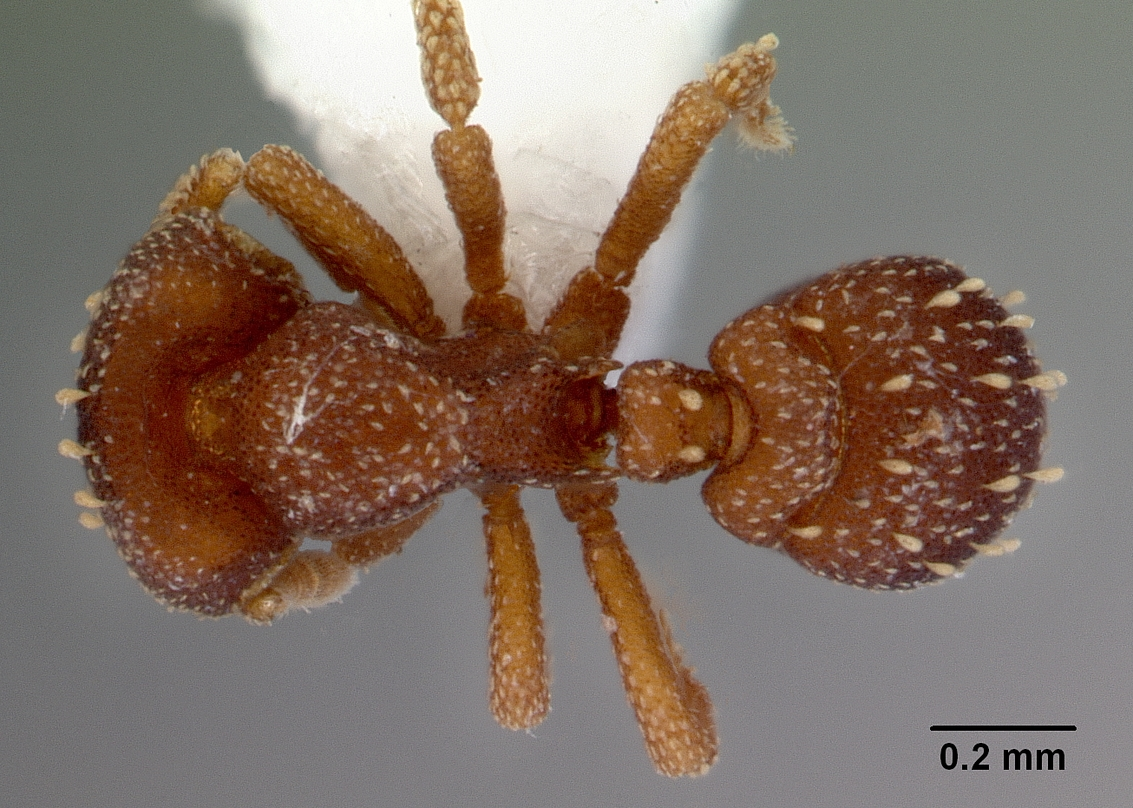
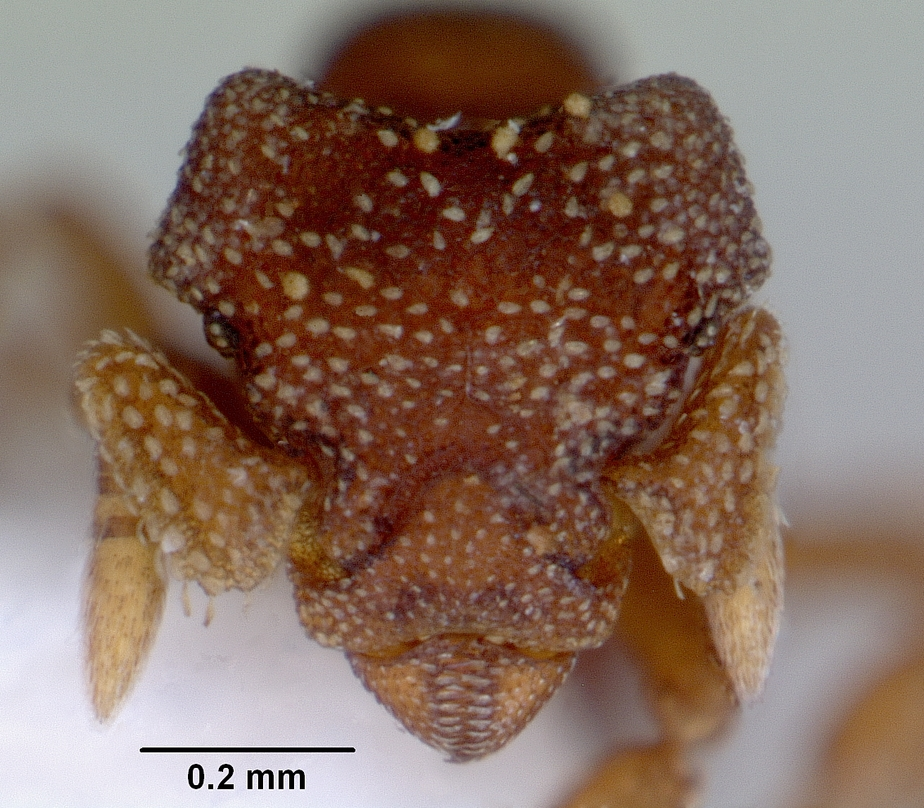
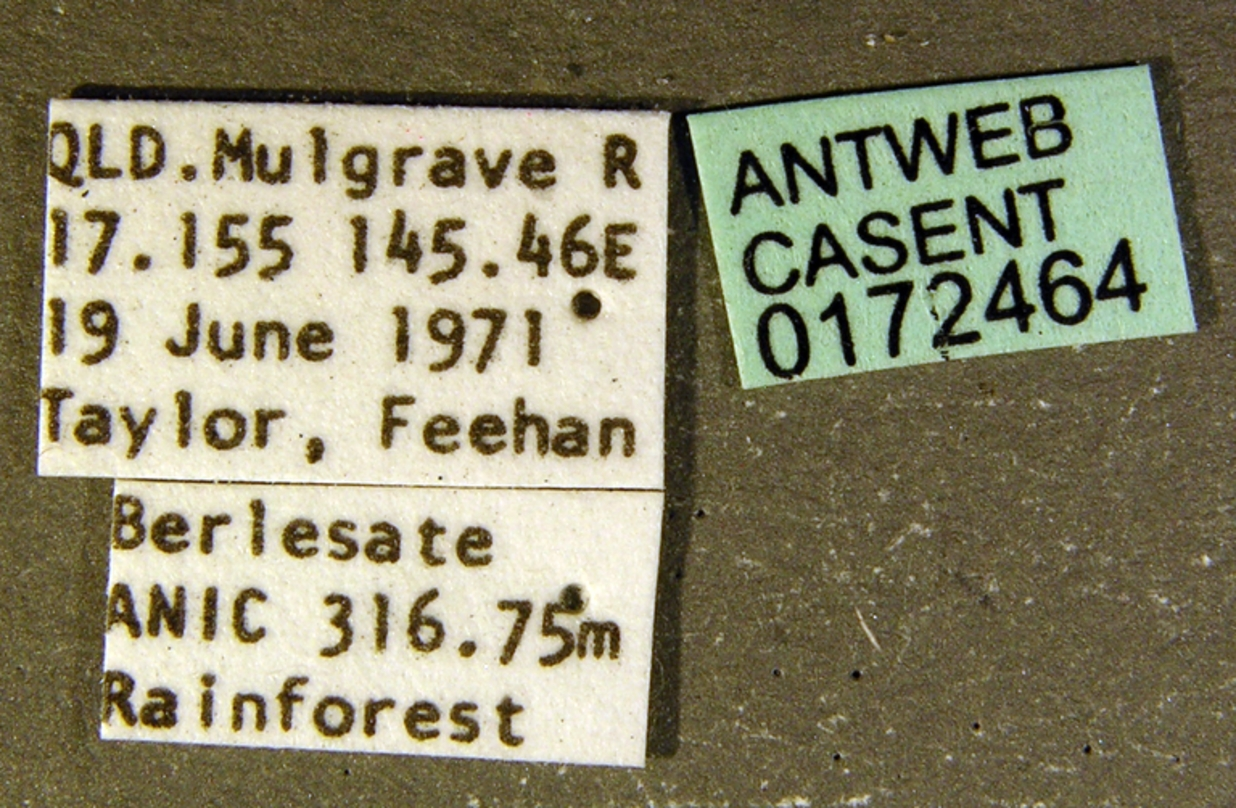
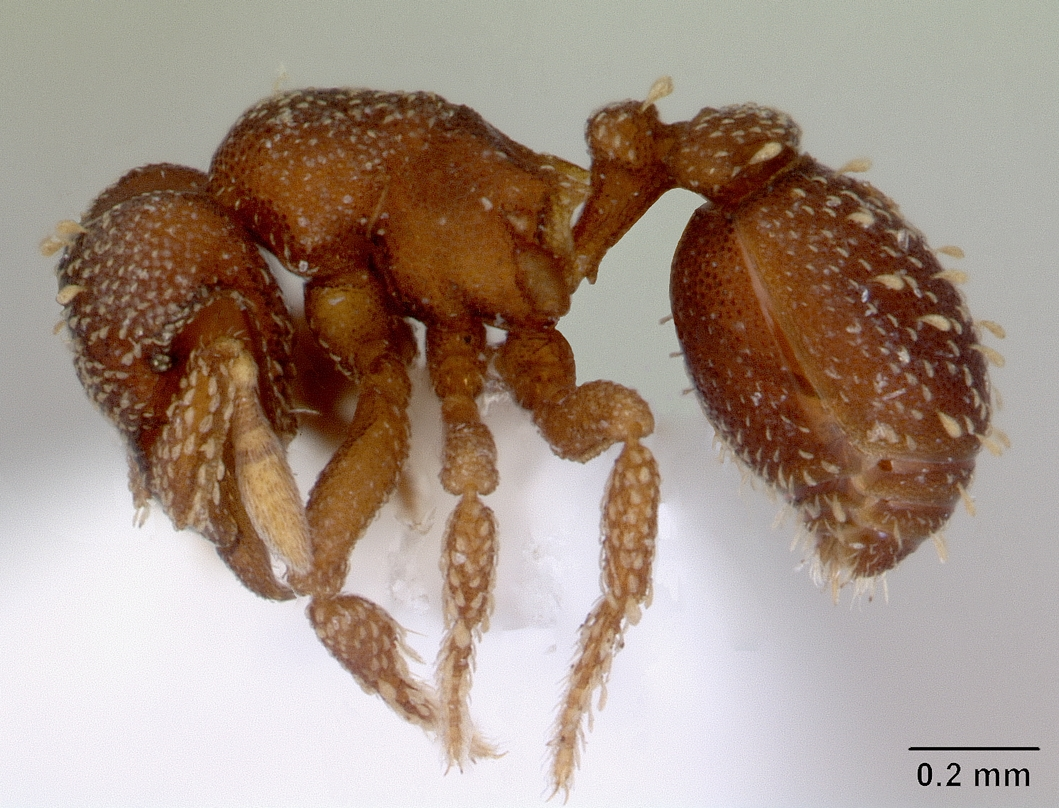